# Fazakas László (orvos)
Fazakas László (Budapest, 1947. –) magyar belgyógyász, nefrológus főorvos. Egyetemi tanulmányait a Debreceni Orvostudományi Egyetemen végezte.
1971 és 1986 között Petrányi Gyula professzor munkatársa volt, előbb a Debreceni Orvostudományi Egyetem I. sz. Belklinikáján, majd a budapesti Semmelweis Egyetem II. sz. Belklinikáján tanársegéd. Belgyógyászati, majd nefrológiai szakvizsgát tett. 1986-tól Taraba professzor helyetteseként a Fővárosi Szent Margit Kórház II. sz. Belgyógyászati/Nefrológiai Osztályán volt adjunktus. 
Tudományos munkásságát a „Krónikus vesebetegek pszichés és szociális gondozása” címmel foglalta össze kandidátusi értekezésében. Nefrológusi (belgyógyász-vesegyógyász) munkáját a Székesfehérvári, majd a Kerepestarcsai Dialízis Központ vezetőjeként végezte nyugdíjba vonulásáig. A Magyar Nephrologiai Társaság tagja, majd vezetőségi tagja volt, 12 éven át jegyzői minőségben dolgozott a MNT-ban.
Az ápolástudománnyal is korán szoros kapcsolatba került. Az Egészségügyi Szakdolgozók Továbbképző Intézetének oktatója volt 10 éven keresztül. 1992-től 2002-ig az Ápolási Szakmai Kollégium tagja. 1994 és 2002 között a Magyarországi Református Egyház Bethesda Kórházában dolgozott főorvosként, ahol – többek között – a kórház Bethesda Otthonápolási Szolgálatát irányította annak szolgálatvezető főorvosaként. A Magyar Református Bethesda Ápolási Ház Project egyik vezeteője volt Dr. Macskássy Olíviával és Dr. Tóthmátyás Istvánnal.

## Főbb könyvei, cikkei, tanulmányai[1][2]
- Az otthoni betegápolás (Változó Világ 41.)[3]
- Beregszászi Gy., Kövér B., Fazakas L., Vidovszky M., Sári B., Kovács I.: A bronchitis spastica és néhány meteorológiai tényező összefüggése. Gyermekgyógyászat. 23:456-461, 1972.
- Beregszászi Gy., Kövér B., Fazakas L., Vidovszky M., Sári B., Kovács I.: Über den Zusammenhang zwischen spastischer Bronchitis und einigen meteorologischen Faktoren. Z. Kinderheilk. 117, 223-232, 1974.
- Fazakas L.: A beteg családi és lakáskörülményei CAPD kezelés kapcsán. In: Nephrológiai Szemináriumok. Szerk.: Karátson A., Walter J., Budapest, 1992.
- Fazakas L.: A krónikusan dializált betegek pszichés gondozása - könyvfejezet. (In: Balogh F., Rényi-V.F., Taraba I.: Dialíziskezelés. Medicina, Budapest, 194-199, 1985.)
- Fazakas L.: A krónikus és a halálos betegek gondozása - ahogy egy orvos látja. Prot. Szle. LIV.(1), (1): 50-59, 1992.
- Fazakas L.: A krónikus veseelégtelen betegek lelki és szociális támogatása, (Pszichonephrológia). Orvosképzés, 67:319-3323, 1992.
- Fazakas L.: Jelentés a völgyből (szocionephrológia) Vesevilág, 5:5-6, 3. 1992.
- Fazakas L.: Quo  vadis medicina? A vesebetegek klubjától az önsegítésig. Vesevilág.1993.
- Fazakas L.: Nephrológia [In: Tankó A. (szerk.) Urológia háziorvosoknak, Springer, Budapest, 1993.]
- Fazakas László: Az ápolás, mint küldetés: a Bethesda történetének jelentősége ETInfo : az Egészségügyi Szakképző és Továbbképző Intézet információs lapja, 2000. (3. évf.) 7-8. sz. 20. old.
- Fazakas László - Kocsis Istvánné: Beszámoló a III. Bethesda Otthonápolási Konferenciáról ETInfo : az Egészségügyi Szakképző és Továbbképző Intézet információs lapja, 1999. (2. évf.) 12. sz. 4-5. old.
- Makó János - Fazakas László: Krónikus művesekezelésben részesülő betegek rehabilitációja, Rehabilitáció, 1995. (5. évf.) 1. sz. 380-383. old.
- Fazakas László - Török Iván - Domán József - Taraba István: A veseklub szerepe a vesebetegek pszichoszomatikus gondozásában. Psychiatria Hungarica, 1992. (7. évf.) 5. sz. 447-454. old.
- Szigeti Ágnes - Fazakas László - Fekete Béla - Nékám Kristóf - Láng István - Gergely Péter: Null-sejtes Sezary-syndroma, Orvosi Hetilap, 1979. (120. évf. ) 30. sz. 1825-1828. old.
- Fazakas László - Répássy Gábor - Kahotek Tünde: Zsigeri Buerger-kór ritka esete, Orvosi Hetilap, 1978. (119. évf.) 33. sz. 2031-2033. old.
- Wórum Ferenc - Wórum Imre - Lőrincz István - Kovács Péter - Fazakas László - Leövey András: Átmeneti pacemaker kezelés a vena subclavián át intracardialis EKG ellenőrzéssel, Orvosi Hetilap, 1978. (119. évf.) 30. sz. 18251829. old.
- Fazakas L.: Gyógyító közösség. A pszichonephrológia jövője. Vesevilág 1992.
- András Tislér 1, Katalin Akócsi, Béla Borbás, László Fazakas, Sándor Ferenczi, Sándor Görögh, Imre Kulcsár, Lajos Nagy, József Sámik, János Szegedi, Eszter Tóth, Gyula Wágner, István Kiss: The effect of frequent or occasional dialysis-associated hypotension on survival of patients on maintenance haemodialysis
- Fazakas L., Fráter J.: Krónikusan hemodializált betegek csoport-hipnoterápiája. Ideggy. Szle. 42: (11-12) 515, 1989.
- Fazakas L., Fráter J., Zseni A.: Azotémiás vesebetegek csoporthipnoterápiájával szerzett tapasztalataink. Ideggy. Szle. 39: (1), 20-30, 1986.
- Fazakas L., Taraba I.,+ Forgács M., Domán J.: Psychologische Studien bei Behandlung mit Hamodialyse und CAPD. Nieren- und Hochdruckkrankenheiten. 22:/6), 249-251, 1993.
- Fazakas L., Taraba I., Hering A.: Verminderung der  Transfusionsbedarfes haemodialysirter Patienten durc Gabe anaboler Steroide. Nieren- und Hochdruckkrankenheiten 15: (11), 502-504, 1986.
- Fazakas L., Taraba I., Zseni A., Zöld B., Fráter J.: Adatok az otthonukban ializált betegek pszichometriájához. Urol. Nephrol Szle. 15: (4), 169-174, 1988
- Fazakas L.: Krónikus vesebetegek pszichés és szociális gondozása I.-II. Kandidátusi értekezés. Budapest, 1993.

## Megjegyzés
Az utóbbi 7 évben a diakóniai munka aktívabb formáját is műveli: A Diakóniai Munkacsoport és az Idősebb Testvérek Társulatát is vezeti a Bp. Nagyvárad téri Református Gyülekezetben.